# Stewartita
La stewartita es un mineral de la clase de los minerales fosfatos, y dentro de esta pertenece al llamado “grupo de la laueíta”. Fue descubierta en 1912 en la mina Stewart del condado de San Diego, en el estado de California (EE. UU.), siendo nombrada así por el nombre de la mina.

## Características químicas
Es un fosfato hidroxilado e hidratado de hierro y manganeso. El grupo de la laueíta en que se encuadra son todos fosfatos y arsenatos del sistema cristalino triclínico. Es trimorfo con la laueíta y con la pseudolaueíta.

## Formación y yacimientos
Es un mineral de aparición rara, se forma como producto de la oxidación de otros minerales fosfatos primarios, en complejos zonados de rocas pegmatitas de tipo granito.
Suele encontrarse asociado a otros minerales como: litiofilita, trifilita, hureaulita, strunzita, laueíta, pseudolaueíta, eosforita, rockbridgeeíta, strengita, diadochita, fosfosiderita y óxidos del hierro-manganeso.